# Brünninghausen (Adelsgeschlecht)

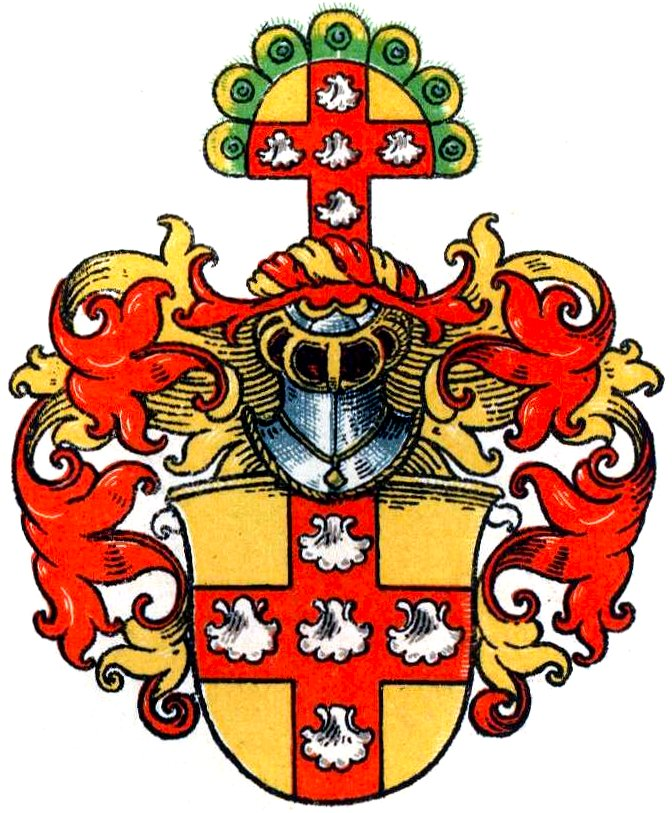
Wappen derer von Brünninghausen

Die Herren von Brünninghausen (auch: Brünninghaus, Brüninghusen o. ä.) waren ein westfälisches Adelsgeschlecht.

## Geschichte
Stammsitz des Geschlechts war Schloss Brünninghausen, ein Wasserschloss im heutigen Dortmund. Thiethard von Brünninghausen war 1230 Senator zu Dortmund. Conrad von Brünninghausen war gegen 1300 Burgmann zu Hovestadt. Gegen 1317 trug ein Johann von Brünninghausen ein Haus mit 8 Morgen zu Aplerbeck und eine halbe Hufe Holz vom Grafen von Arnsberg zum Lehen, nach ihm, gegen 1338, Henrich von Brünninghausen. Die Geschwister Wenemar, Menrich, Johann, Heinrich und Felicitas von Brünninghausen teilten 1351 die Güter. Heinrich von Brünninghausen besiegelte 1419 und 1426 als Mitglied der märkischen Ritterschaft deren Urkunden.
Das Geschlecht erlosch im 19. Jahrhundert.

## Wappen
Blasonierung: In Gold ein rotes mit fünf (1:3:1) silbernen Muscheln belegtes Kreuz. Auf dem rot-golden bewulsteten Helm das Kreuz des Schildes, darüber ein Bogen von natürlichen Pfauenfedern. Die oberen Winkel vom Kreuz bis zum Bogen sind golden. Die Helmdecken sind rot-golden.
Abweichend wird der Schild auch nur mit Muscheln ohne Kreuz dargestellt.